# Hans-Werner Koch
Hans-Werner Koch (* 1948) ist ein deutscher Politiker (SPD). Er war von 1997 bis 2009 hauptamtlicher Bürgermeister der Stadt Herdecke.

## Leben
1966 begann Koch seine Ausbildung bei der Stadt Herdecke und war bis zu seiner Pensionierung 2009 ununterbrochen dort beschäftigt. Am 7. Oktober 1997 wurde er als Nachfolger von Hugo Knauer (SPD), der 33 Jahre lang Bürgermeister gewesen war, hauptamtlicher Bürgermeister der Stadt Herdecke, damals noch unter einer SPD-Alleinregierung. Er behielt sein Amt auch unter einer Koalition zwischen SPD und Bündnis 90/Die Grünen von Herbst 1999 bis April 2006. Bei den Kommunalwahlen 2004 wurde er mit 51 Prozent der Stimmen im ersten Wahlgang bestätigt, zur Kommunalwahl 2009 trat er nicht mehr an. Seine Nachfolgerin ist die parteilose Katja Strauss-Köster, die als gemeinsame Kandidatin der CDU, der Grünen und der FDP angetreten war.

## Engagement

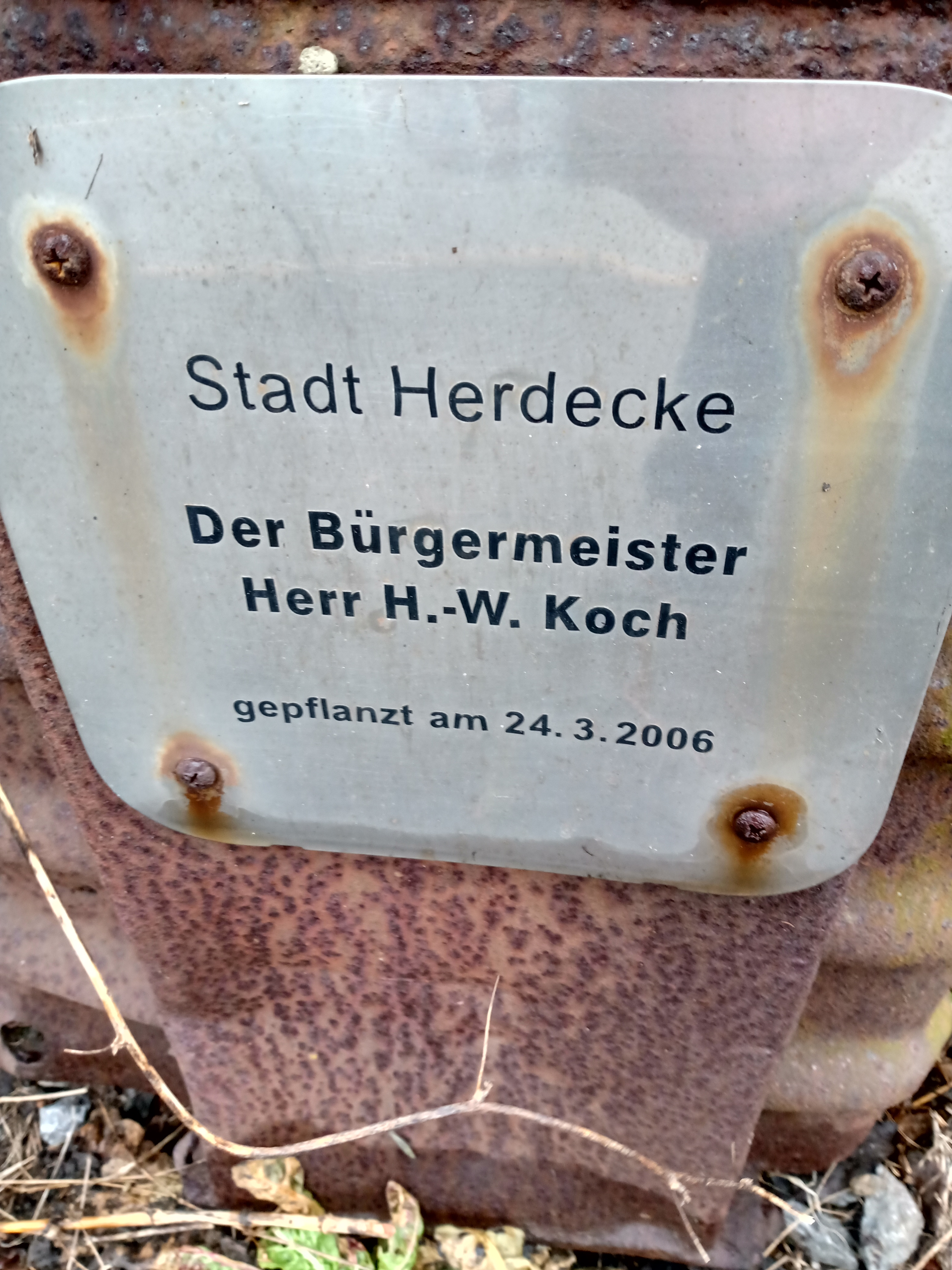
Plakette für die Widmung/Stiftung eines Pflanzenkübels an der Biologischen Station des Ennepe-Ruhr-Kreises in Ennepetal.

Während seiner Amtszeit als Bürgermeister Herdeckes hatte er folgende Engagements: Bei der Stadtsparkasse Herdecke war er Vorsitzender des Verwaltungsrates, Kredit- und Bilanzprüfungsausschusses sowie Mitglied der Verbandsversammlung des Westfälisch-Lippischen Sparkassen- und Giroverbandes. Er war Vorsitzender des Aufsichtsrates der Herdecker Gemeinnützigen Wohnungsgesellschaft, Mitglied des Aufsichtsrates der Siedlungsgesellschaft Witten, „geborenes“ Vorstandsmitglied des Gemeinnützigen Vereines für Sozialeinrichtungen Herdecke (GVS), Mitglied in Beirat und Hauptversammlung der Mark-E, Mitglied des Versorgungsausschusses der Dortmunder Energie- und Wasserversorgung und Mitglied der Verbandsversammlung des Ruhrverbandes.
Im Dezember 2006 trat während seiner Amtszeit die Stadt Herdecke den Mayors for Peace bei.

## Ermittlungsverfahren wegen Untreue
Im Sommer 2010 wurde bekannt, dass mit Wissen von Koch über Jahre Beiträge für Straßenbaumaßnahmen nicht mit Anliegern abgerechnet worden waren. Über rund 500.000 Euro konnten von der Stadt noch Gebührenbescheide erhoben werden, 200.000 Euro gingen der Stadt Herdecke jedoch endgültig verloren. Im Juni 2013 erhob die Stadt Herdecke daher eine Schadensersatzklage. Das Verfahren wurde vorläufig ausgesetzt, bis ein im Jahr 2015 begonnenes Strafverfahren wegen Untreue gegen Koch entschieden ist. Das Strafverfahren wurde gegen eine Geldbuße eingestellt und die Stadt Herdecke verzichtete auf eine Berufung.